# ماسيمو فرانكو
ماسيمو فرانكو (بالإيطالية: Massimo Franco)‏ هو صحفي وكاتب إيطالي، ولد في 6 نوفمبر 1954 في روما في إيطاليا.